# Чериони, Стефано
Стефано Чериони (итал. Stefano Cerioni, род. 24 января 1964 года в Мадриде, Испания) — итальянский фехтовальщик на рапирах, двукратный олимпийский чемпион (1984 и 1988), чемпион мира. 
После завершения спортивной карьеры стал тренером, бывший тренер итальянской сборной. С 2013 г.  по декабрь 2016 г. — старший тренер мужской и женской сборных команд России по рапире. Контракт с Чериони истек 31.12.2016 г. и продлен не был.